# Cerapachys foveolatus
Cerapachys foveolatus é uma espécie de formiga do gênero Cerapachys.